# Solenostoma indrodayanum
Solenostoma indrodayanum är en bladmossart som först beskrevs av S.K.Singh et D.K.Singh, och fick sitt nu gällande namn av Vána et D.G.Long. Solenostoma indrodayanum ingår i släktet Solenostoma och familjen Solenostomataceae. Inga underarter finns listade i Catalogue of Life.